# Order Cnoty Wojskowej
Order Cnoty Wojskowej (rum. Ordinul Virtutea Militară) – rumuńskie wysokie odznaczenie wojskowe.

## Historia
Ustanowione zostało przez księcia Karola I ustawą o organizacji sił zbrojnych z 27 marca 1872 r., a wprowadzone zostało rozporządzeniem z 17 maja tego roku. W swojej pierwotnej wersji miało formę medalu (Medalia „Virtutea Militară”) podzielonego na dwa stopnie: złoty (dla oficerów) i srebrny (dla podoficerów). Swoją nazwą odznaczenie nawiązywało bezpośrednio do medalu ustanowionego w 1860 r. przez księcia Aleksandra Jana Cuzę o nazwie „Pro Virtute Militari”. Po zwycięskiej dla Rosji wojnie z Turcją w latach 1877–1878, w której Księstwo Rumunii uczestniczyło po rosyjskiej stronie, wprowadzono wersję wojenną w formie krzyża o zaokrąglonych ramionach, nadawanego także za czyny odwagi w bezpośredniej walce z nieprzyjacielem, a od 1940 r. – wyłącznie za takie czyny.
Po wymuszonej szantażem abdykacji króla Michała I 30 grudnia 1947 r. wszystkie odznaczenia zostały przez władze komunistyczne zniesione nową konstytucją Rumuńskiej Republiki Ludowej z 13 kwietnia 1948 r., a w ich miejsce ustanowiono system odznaczeń wzorowany na sowieckim. Po 1989 r. nie nadawano już komunistycznych odznaczeń, ustanawiano natomiast stopniowo nowe oraz przywracano dawne odznaczenia z czasów monarchii, niektóre z nich rozbudowywano dodając nowe klasy orderów lub stopnie medali.
„Virtutea Militară” restytuowano nową ustawą o odznaczeniach rumuńskich 31 marca 2000 r. jako Order Cnoty Wojskowej (Ordinul Virtutea Militară) podzielony na cztery klasy:
- I klasa – Wielki Oficer (Mare Ofițer),
- II klasa – Komandor (Comandor),
- III klasa – Oficer (Ofițer),
- IV klasa – Kawaler (Cavaler),

oraz Medal Cnoty Wojskowej (Medalia Virtutea Militară) podzielony na trzy stopnie:
- I stopień (clasa I),
- II stopień (clasa a II-a),
- III stopień (clasa a III-a)[a][b][5].

Przepisy, wygląd i inne zasady dotyczące orderu i medalu określiła nowa ustawa z 9 lipca 2002 r. Nadawane są odtąd w trzech wersjach: cywilnej, wojskowej i wojennej. Order mogą otrzymać oficerowie, cywilni pracownicy z wyższym wykształceniem, pracujący w ministerstwach i centralnych instytucjach w zakresie obronności, porządku publicznego i bezpieczeństwa narodowego oraz jednostki wojskowe, a także współpracujący z Rumunią zagraniczni oficerowie, personel cywilny oraz jednostki wojskowe. Medal mogą otrzymać podoficerowie, a także personel cywilny nieposiadający wyższego wykształcenia oraz sojuszniczy funkcjonariusze wojskowi i cywilni.

## Wygląd
Początkowo odznaką był okrągły medal z wizerunkiem władcy otoczonym napisem „CAROL I. DOMN AL ROMANIEI” (tłum. KAROL I PAN RUMUNII) na awersie oraz napisem „VIRTUTE MILITARĂ” otoczonym wieńcem laurowo-dębowym, z dodatkowym podobnym wieńcem pełniącym rolę zawieszenia łączącego z czerwoną wstążką z niebieskimi brzegami. Wojenna wersja z 1880 r. miała kształt krzyża Ruperta, z ramionami połączonymi wieńcem laurowo-dębowym, ze zwykłym kółkiem łączącym krzyż ze wstążką. Symbole awersu i rewersu (głowa króla i napis) pozostały niezmienione, a jedynie pomniejszone. I stopień był wykonywany w pozłacanym srebrze lub brązowy, a II stopień w srebrze lub posrebrzanym brązie.
Po przywróceniu order uzyskał w 2002 podobny wygląd do wersji wojennej, ale wnętrza ramion i tło środkowego medalionu emaliowano na ciemnoniebiesko, a pierścień okalający medalion i obramowanie krawędzi krzyża – na biało. Na awersie wewnątrz medalionu umieszczono herbowego rumuńskiego orła, a na pierścieniu go okalającym napis „VIRTUTEA MILITARĂ” i trzy gwiazdki u dołu. Na rewersie znajdują się odpowiednio wizerunek konnego Świętego Jerzego pokonującego smoka oraz napis „1864 • 1872 • 1940 • 2000”. Elementy nieemaliowane są posrebrzane w IV klasie, a pozłacane w klasach pozostałych. Gwiazda orderowa jest ośmiopromienna, z posrebrzanymi promieniami, z takim samym pozłacanym godłem jak odznaka orderowa, ale na białym pierścieniu zamiast trzech gwiazdek znajduje się wieniec laurowy. Wersja wojskowa zawiera dodatkowo wieniec dębowy podłożony pod ramionami (pomiędzy nimi), a wersja wojenna jeszcze dwa skrzyżowane miecze skierowane do góry ułożone na tym wieńcu.
Medal jest w całości brązowy, posrebrzany lub pozłacany w zależności od stopnia, z tym że wersja wojenna, podobnie jak pierwowzór, ma tylko dwa najwyższe stopnie, a także kształt identyczny z odznaką orderu (bez emalii). Na awersie ma Herb Rumunii z gwiazdkami wokoło, a na rewersie czterorzędowy napis „1872 VIRTUTEA MILITARĂ 2000”. Wersja cywilna wieszana jest na zwykłym metalowym kółku, a wersja wojskowa i wojenna na zwieszeniu w kształcie półwieńca dębowo-laurowego.
Cywilną miniaturą jest w zależności od klasy lub stopnia:
- I kl. – rozetka na srebrnym galoniku,
- II kl. – rozetka na prostokącie ze wstążki,
- III kl. – rozetka,
- IV kl. – prostokąt ze wstążki,
- medal (w wersji wojennej) – trójkąt ze wstążki[6].

Wojskową miniaturą jest baretka, na której w trzech najwyższych klasach umieszcza się dodatkowe akcesoria:
- I kl. – srebrny romb,
- II kl. – srebrny dysk,
- III kl. – rozetka[6].

Wersja wojenna baretki ma dodatkowe złote krawędzie oraz miecze srebrne lub złote w zależności klasy lub stopnia, umieszczane bezpośrednio na baretce pod akcesoriami (jeśli takie są).
| Klasy/ stopnie | Nazwa polska  | Nazwa rumuńska        | Baretka wojskowa | Baretka wojenna |
| I klasa        | Wielki Oficer | Mare Ofițer           |                  |                 |
| II klasa       | Komandor      | Comandor              |                  |                 |
| III klasa      | Oficer        | Ofițer                |                  |                 |
| IV klasa       | Kawaler       | Cavaler               |                  |                 |
| Medal          | I stopnia     | Medalia clasa I       |                  |                 |
| Medal          | II stopnia    | Medalia clasa a II-a  |                  |                 |
| Medal          | III stopnia   | Medalia clasa a III-a |                  | –               |